# Aivis Ronis
Aivis Ronis (ur. 20 maja 1968 w Kuldydze) – łotewski dyplomata i polityk, w 2010 minister spraw zagranicznych, w latach 2011–2013 minister transportu.

## Życiorys
W latach 1986–1991 studiował filozofię na wydziale historii i filozofii Uniwersytetu Łotwy w Rydze, następnie był m.in. stypendystą Programu Fulbrighta na Uniwersytecie Columbia (1999–2000).
W latach 1989–1991 zatrudniony jako dziennikarz w Latvijas Televīzija. W 1991 podjął pracę w Ministerstwie Spraw Zagranicznych Republiki Łotewskiej m.in. jako specjalista w departamencie politycznym oraz sekretarz prasowy. Pełnił funkcję podsekretarza stanu do spraw stosunków dwustronnych w tym resorcie (1995–2000). W latach 1993–1995 był pierwszym sekretarzem ambasady Łotwy w Szwecji, następnie także ambasadorem Łotwy w Turcji z siedzibą w Rydze (1998–2000). Zajmował stanowiska ambasadora w Stanach Zjednoczonych (2000–2004) i Meksyku (2001–2004), a także przy NATO (2004-2005).
Od 2005 do 2010 pełnił obowiązki prezesa łotewsko-amerykańskiego forum finansowego. W latach 2005–2007 zasiadał w radzie do spraw polityki zagranicznej przy MSZ. W 2006 współorganizował szczyt NATO w Rydze. W październiku 2008 został mianowany członkiem komisji do spraw analiz strategicznych przy prezydencie Valdisie Zatlersie. Od sierpnia 2009 pracował jako ekspert w grupie roboczej do opracowania nowej koncepcji strategicznej NATO.
29 kwietnia 2010 został wybrany przez Sejm na stanowisko ministra spraw zagranicznych większością 90 głosów (przy jednym głosie wstrzymującym się_. Odszedł ze stanowiska po wyborach parlamentarnych w 2010. 25 października 2011 objął funkcję ministra transportu w trzecim rządzie Valdisa Dombrovskisa. 15 stycznia 2013 podał się do dymisji z zajmowanego stanowiska. 18 stycznia dymisja została przyjęta przez premiera Valdisa Dombrovskisa, Aivis Ronis pełnił swoją funkcję do 1 marca.
W 2011 został odznaczony przez prezydenta Toomasa Hendrika Ilvesa Orderem Krzyża Ziemi Maryjnej II klasy.